# Déchristianisation (société)
Pour les articles homonymes, voir Déchristianisation.
La déchristianisation est un mouvement de détachement de la foi et de la pratique religieuse chrétienne. Ce terme, qui concerne l’ensemble des confessions chrétiennes, est utilisé pour la première fois par Félix Dupanloup dans les années 1840. Perçue à partir du XIXe siècle dans le cadre d’un catholicisme dominant qui ne parvient pas à maintenir son hégémonie avec le recul des colonisations et l'affirmation de leurs religions d'origine par les populations extra-européennes, cette tendance sociétale trouve en partie ses racines au siècle des Lumières.

## Définition
La déchristianisation est une diminution massive de la pratique religieuse dans les pays de culture chrétienne. Ce processus transparaît dans l'évolution des mœurs et aussi dans le recul des vocations religieuses. La perte d'influence morale de l'Église catholique s'observe en France, par exemple, en 1967 avec la loi Neuwirth légalisant l'usage et la diffusion de la pilule contraceptive.

## Description du phénomène
Sous un phénomène étiqueté « déchristianisation », on peut distinguer cinq types de récessions :
- la récession de la pratique religieuse du christianisme qui se traduit notamment par une visite à l'église conjoncturelle (enterrements, mariages) chez une fraction notable de paroissiens[4] ;
- la récession de l’emprise du clergé sur la vie et la pratique chrétiennes ;
- la récession du contrôle confessionnel sur la vie sociale des chrétiens ;
- la récession du sacré comme cadre de la vie profane ;
- la récession des valeurs normatives au profit de la volonté de liberté de pensée et d’action.

Cette récession de la pratique est observée à Paris et en banlieue au milieu du XIXe siècle par le vicaire Meignan, envoyé en mission d'observation dans les paroisses par l'archevêque de Paris Georges Darboy.